# 藍田警員開槍擊斃青年事件
藍田警員開槍擊斃青年事件於2014年5月5日凌晨3時發生在香港九龍藍田康雅苑杏雅閣電梯大堂。事件中，21歲青年何世通，當場被警察連開三槍擊斃。

## 經過
一對已婚的年輕夫婦懷疑因為感情發生問題，曾經發生爭執。其後該名丈夫在2014年5月5日凌晨3時，到香港九龍藍田康雅苑妻子友人所住的大廈，要求與妻子見面，但在該大廈地下電梯大堂與保安員發生爭執。警方到場後，發現一名青年手持美工刀脅持一個保安員。該名青年的妻子在得悉爭執事件後，從暫住的單位走到該大廈地下大堂。當該名青年當見到他的妻子後，便立即奔向他的妻子，由於該名青年仍持美工刀，警員懷疑他會襲擊妻子，於是警告後其中兩名警員向該名青年共開三槍，當場擊斃這名青年，事件中無警員受傷。經法醫檢查後，證實有兩槍擊中該青年的頭部。

## 起因
21歲死者何世通居住在九龍灣啟業邨，生前從事運輸業工作。他與同樣是21歲的黃姓妻子，在2013年結婚，並誕下一名兒子。由於該對夫婦未能承擔獨立居住的開支，所以仍各自居住在父母的家中。在2014年5月3日，何世通的妻子因爲從友人中得到丈夫過往與其他女子交往的消息，她向丈夫提出質問後，雙方便發生爭執。其後妻子攜同約7個月大的兒子離家，到友人的家中暫住。何世通爲尋找妻子的下落，便翻閱妻子在中學時期的紀念冊，該紀念冊記載了妻子在中學時期的朋友聯絡資料。何世通在紀念冊的資料中，取得一個相信會提供妻子暫住的陳姓朋友住址，該住址顯示妻子的陳姓朋友是住在藍田康雅苑杏雅閣，但未有列明單位在大廈的門號。由於何世通相信他的妻子是住在該朋友的家中，於是便與兩名朋友駕車前往藍田康雅苑杏雅閣，尋找在陳姓友人家中暫住的妻子。何世通抵達該大廈後，便與該大廈的保安員發生爭執，警方接報後派出警員前往調解，而妻子得知事件後也所從暫住的單位走到該大廈地下大堂，但不久便發生警員開槍把何世通擊斃的事件。

## 案發後
在槍擊事件發生後，死者何世通倒伏在血泊中，警員隨後封鎖現場，由法醫對死者作初步檢查，開槍的警員須要接受調查，而死者遺體被移往殮房，由法醫解剖作進一步檢查確定死因。法醫的報告指死者的死因是頭部和頸部槍傷，而致命的傷害是腦部被子彈擊中，死因報告將會送交死因庭供死因聆訊。死者的妻子其後到殮房認屍，表示後悔相信損友的讒言引起夫妻爭吵，最終導致丈夫喪命。何世通最後被死因庭判為合法擊斃，涉案警員無罪。

## 爭議
該事件原為一對年輕夫婦因往事吵架引起，卻演變為丈夫被警察當場射殺的事件，事件在香港引起廣泛關注。如何處理家庭關係和糾紛的問題再度受到社會注意。槍殺事件也引起香港社會關注警員開槍的準則，以及在處理這次爭執中，應否向該青年的頭部予以致命的槍擊。有輿論認為警員不是去處理劫匪強盜的案件，而是去調解一宗家庭糾紛，即使要動武也應先考慮使用警棍和胡椒噴霧等致命性較低的武器，不應直接向青年的頭部連開三槍予以致命槍殺。但也有輿論認為警員如不開槍擊斃仍持有美工刀的青年，可能會對他的妻子造成傷害。

## 資料來源與註釋
1. ↑  . 蘋果日報. 2014-05-06  [2019-12-16]. （原始内容存档于2014-05-09）.
2. ↑  . 太陽報. 2014-05-06  [2019-12-16]. （原始内容存档于2020-06-16）.
3. ↑  . 蘋果日報. 2014-05-06  [2019-12-16]. （原始内容存档于2020-06-16）.
4. ↑  . 太陽報. 2014-05-07  [2019-12-16]. （原始内容存档于2020-06-16）.
5. ↑  . 太陽報. 2014-05-18  [2019-12-16]. （原始内容存档于2014-08-12）.
6. ↑  . 蘋果日報. 2014-05-06  [2019-12-16]. （原始内容存档于2014-08-12）.
7. ↑  . 太陽報. 2014-05-06  [2019-12-16]. （原始内容存档于2014-08-12）.
8. ↑  . 2014-05-18  [2019-12-16]. （原始内容存档于2014-05-18）.
9. ↑  . 2014-06-04  [2019-12-16]. （原始内容存档于2014-06-04）.

## 外部連結
- 藍田康雅苑警員開槍-漢死亡（页面存档备份，存于）
- 港警连开三枪 击毙一挟持保安男子南都网